# Eileen Southern
Vous lisez un « bon article » labellisé en 2023.
Pour les articles homonymes, voir Southern (homonymie).
Eileen Southern, née Eileen Stanza Jackson le 19 février 1920 à Minneapolis (Minnesota) et morte le 13 octobre 2002 à Port Charlotte (Floride), est une musicologue, chercheuse, autrice et enseignante américaine. Ses recherches portent sur l'histoire de la musique afro-américaine et de la musique de la Renaissance.
Après une jeunesse marquée par la musique, Eileen Jackson réalise des études en musicologie dans les universités de Chicago et de New York. Première étudiante noire à obtenir un doctorat dans cette discipline, elle choisit de se spécialiser dans la musique afro-américaine. Elle devient enseignante dans plusieurs universités, d'abord celles considérées comme historiquement noires, puis à l'université de la ville de New York et enfin à Harvard, et y milite pour qu'une meilleure place soit accordée à ce style, important dans l'histoire de la musique américaine. Elle écrit plusieurs ouvrages, le plus célèbre étant The Music of Black Americans, dont la plupart sont considérés encore aujourd'hui comme des références. Dans le même temps, elle fonde avec son mari Joseph Southern une revue, The Black Perspective in Music, consacrée à l'étude de la musique noire.
Elle meurt en 2002 après avoir reçu de nombreuses distinctions, parmi lesquelles la National Humanities Medal. Selon plusieurs musicologues et historiens de la culture afro-américaine, son œuvre The Music of Black Americans pose les bases de l'étude de la musique afro-américaine. D'ailleurs, plusieurs universitaires lui rendent hommage dans un recueil d'essais en 1992 et une exposition lui est consacrée en 2021 qui conclut un projet en sa mémoire fondé en 2018.

## Biographie

### Jeunesse et études
Eileen Stanza Jackson naît le 19 février 1920 à Minneapolis dans le Minnesota, de Walter Wade Jackson et Lilla Gibson Jackson. Walter Wade Jackson est un chimiste diplômé de l'université Lincoln (en Pennsylvanie) en 1911 et de l'université de Brown, à Rhode Island, en 1912. Il enseigne dans plusieurs universités jusqu'en 1925, mais le racisme systémique en place à cette époque ne lui permet pas d'exercer dans les universités les plus prestigieuses, celles du Nord.
Elle grandit dans une famille attachée à la culture musicale : son père est violoniste, sa mère pianiste, et tous deux chantent dans un chœur religieux. Les parents achètent un piano aux trois filles qui apprennent à en jouer et à chanter, un grand luxe pour une famille qu'elle décrit comme « très pauvre ». Eileen Jackson donne son premier concert à l'âge de sept ans à Chicago en Illinois. Son éducation, marquée par l'omniprésence de la musique, lui laisse d'ailleurs penser, selon ses dires, que « tout le monde vivait de cette façon ». Ses parents divorcent, alors qu'elle est âgée de huit ans, et elle est chargée de s'occuper de ses deux jeunes sœurs, Elizabeth et Estella. La fratrie transitant entre Minneapolis et Sioux Falls au Dakota du Sud avec leur père avant de rejoindre leur mère à Chicago. Dans la maison de son père, à Sioux Falls, se succèdent des musiciens afro-américains voyageurs qu'il accueille, car aucun hôtel n'est prêt à leur louer une chambre ; parmi eux se trouve Louis Armstrong, dont la carrière commence à décoller,.

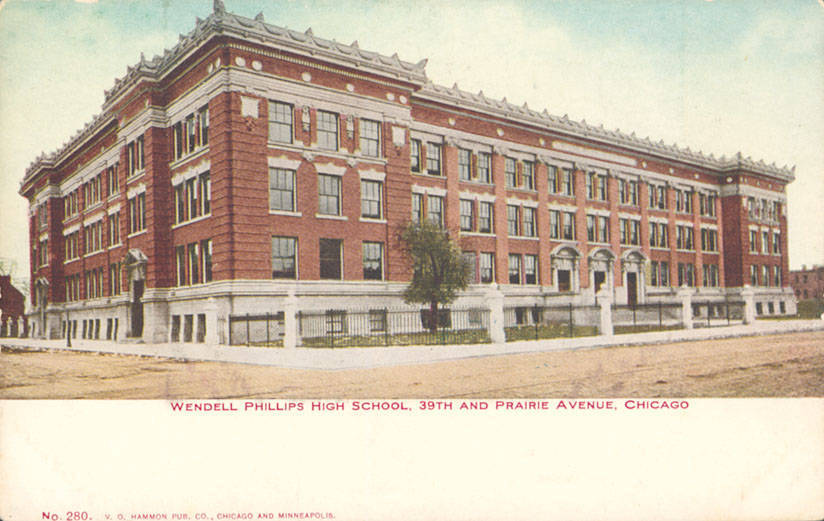
La Wendell's Phillip's High School de Chicago.

Eileen Jackson fréquente des écoles publiques de Minneapolis, de Sioux Falls et de Chicago. Elle étudie notamment à la Wendell Phillip's High School, où elle côtoie Nat King Cole et donne des cours de piano aux jeunes enfants. Ensuite, elle se lance dans un bachelor en musique à l'université de Chicago, qu'elle obtient en 1940. En 1941, elle poursuit avec un master dans la même université. Bien que son intérêt soit à l'origine dirigé vers le piano et la musique classique, sa thèse The Use of Negro Folksong in Symphonic Form indique qu'elle souhaite se tourner vers l'étude de la musique afro-américaine. Elle réalise également des compléments d'études à l'université de Boston et à la Juilliard School qui enrichissent ses concerts.
En 1941, Eileen Jackson et Joseph Southern se rencontrent à la Prairie View A&M University. Le 22 août 1942, Eileen se marie à Joseph, diplômé de l'université Lincoln et professeur d'administration des affaires. Leur première fille naît en 1946 ; elle se nomme April Myra. En 1955, le couple adopte également un garçon, Edward Joseph, né en 1952,.

### Débuts dans l'enseignement

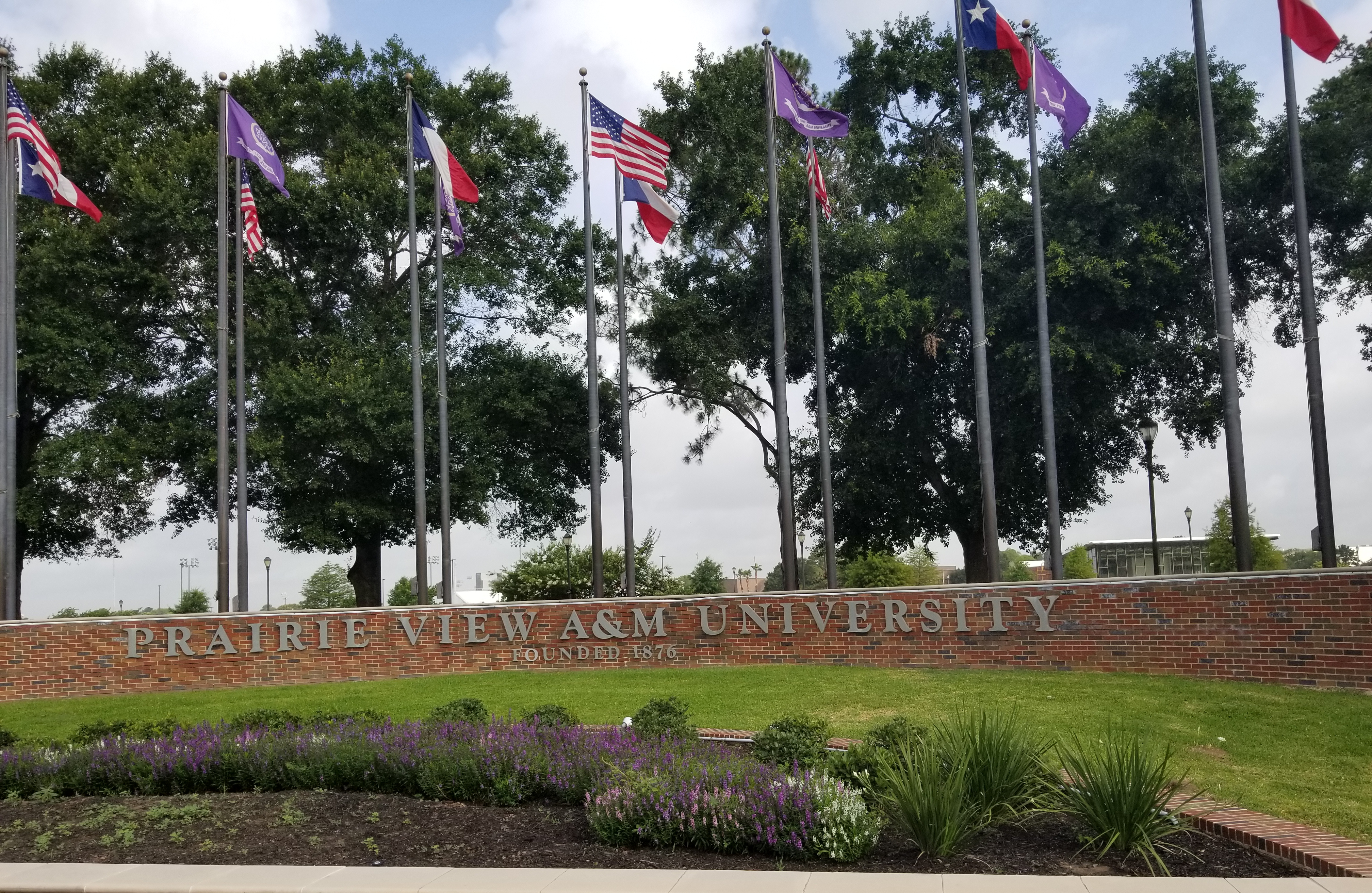
Entrée de la Prairie View A&M University, à Prairie View au Texas.

Après avoir obtenu son master, elle commence une carrière dans l'enseignement, mais comme de nombreux diplômés afro-américains, elle est limitée par les lois ségrégationnistes, alors en vigueur aux États-Unis. Elle se tourne donc vers des universités historiquement noires et rejoint, en 1941, la Prairie View A&M University à Prairie View (Texas) puis la Southern University en Louisiane. Elle enseigne, de même que son mari, dans plusieurs universités noires pendant huit à neuf ans et fait face au racisme de la société qui « a façonné sa carrière sans pour autant la définir ».
C'est durant cette période qu'elle décide d'entamer un doctorat sous la direction de Gustave Reese, après avoir lu l'un de ses ouvrages sur la musique de la Renaissance, motivée par le désir de comprendre ses écrits. Ainsi, elle revient à la musique classique pour son doctorat en musicologie qu'elle entame plusieurs années plus tard, en 1951. Refusée à Harvard car Afro-Américaine, elle postule à l'université de New York ; elle est acceptée et étudie sous la direction de Gustave Reese,. Elle obtient son doctorat en 1961 après une thèse centrée, sur les conseils de Reese, sur l'étude du Buxheimer Orgelbuch. Il lui faut trois ans pour transcrire l'intégralité du manuscrit, avant même de commencer l'analyse. Elle devient la première étudiante noire à obtenir un doctorat en musicologie. Elle en tire un livre intitulé The Buxheim Organ Book et publié en 1963.
En même temps que ses activités d'enseignante, elle continue à se produire en concert. Elle joue dans de nombreuses villes des États-Unis, principalement dans le Sud, ainsi que dans des universités et des YMCA. En 1951, elle participe avec sa mère à des actions missionnaires à Port-au-Prince, en Haïti, se produisant là aussi en concert.
Malgré son statut de femme afro-américaine qui la place face à une double discrimination, elle devient professeure en 1968 au York College de l'université de la ville de New York dans le Queens, où elle milite pour accorder une plus grande place à la musique afro-américaine. Elle est ensuite engagée par le Brooklyn College. En avril 1968, alors qu'elle enseigne au Brooklyn College, le pasteur et icône du mouvement américain des droits civiques Martin Luther King est assassiné à Memphis au Tennessee. L'université cherche alors par tous les moyens à répondre aux manifestations et aux troubles causés par de nombreux étudiants qui souhaitent l'ouverture d'un département d'African-American studies,. L'administration fait alors pression sur Southern pour qu'elle prenne en charge ces cours, elle finit par accepter l'offre, se chargeant notamment des cours consacrés à la musique afro-américaine.

### 1968-1971: premier ouvrage,The Music of Black Americans

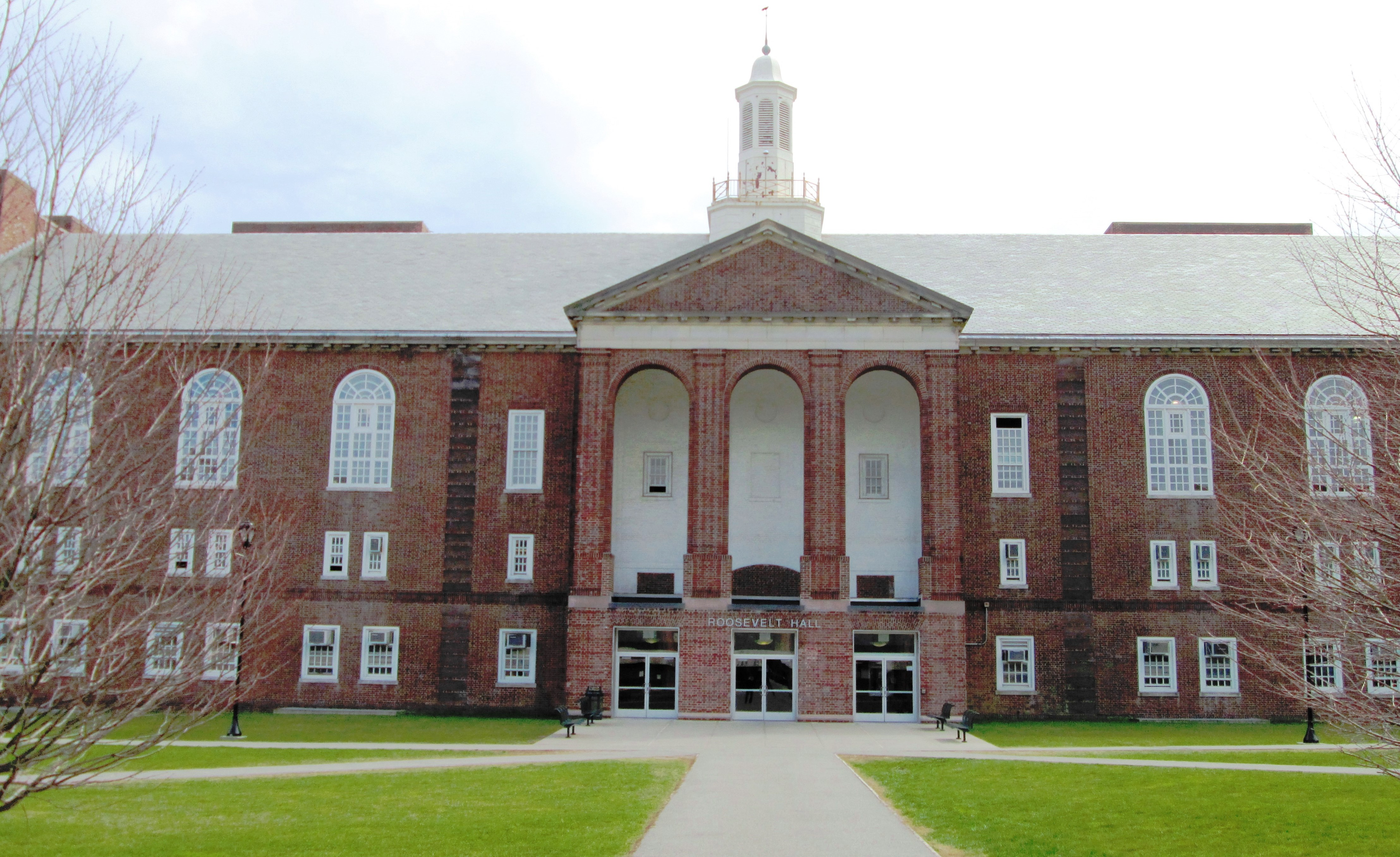
Le Brooklyn College en 2016.

L'idée d'un cours consacré à la culture afro-américaine n'est pas très bien accueillie par certains de ses collègues musicologues, en particulier par un doctorant anglais, en provenance d'Oxford, qui affirme, lors d'une réunion, qu'il n'y aura « rien de substantiel à étudier », et poursuit en déclarant que la seule réussite musicale afro-américaine est le jazz,,. Cette affirmation la blesse profondément ; elle se « lève et quitte la réunion », furieuse « de toutes ces remarques racistes », mais la remarque la pousse à lui donner tort,. Elle commence à faire des recherches pour trouver des publications sur le sujet, et se rend compte que les ouvrages sur le sujet sont très réduits en nombre : Music and Some Highly Musical People de William Monroe Trotter, publié en 1878 ou Negro Musicians and Their Music de Maud Cuney Hare et The Negro and His Music d'Alain Locke en 1936. Elle décide alors de faire une étude complète des compositeurs afro-américains à travers l'histoire, qui constituera son cours, en allant cependant bien plus loin.
Elle réutilise une partie des recherches liées à sa thèse de doctorat, en les agrémentant de sources, essentiellement primaires, issues des bibliothèques universitaires, notamment celle de Philadelphie, mais aussi de la Schomburg Collection of Negro History and Literature. Elle correspond également avec plusieurs musiciens afro-américains, avec qui elle réalise des entretiens, parmi lesquels Thomas Jefferson Anderson. Comme son mentor Gustave Reese dans ses ouvrages, Southern réalise un travail centré sur des informations tirées de données d'archive.
L'ouvrage est divisé en quatre parties : « Song in a Strange Land, 1619-1775 », « Let My People Go, 1776-1866 », « Blow Ye the Trumpet, 1867-1919 » et « Lift Every Voice, 1920– ». Il retrace l'histoire de la musique afro-américaine, des origines aux genres les plus actuels. L'étude débute avec les conséquences du commerce triangulaire, l'arrivée des esclaves et de leurs traditions culturelles depuis l'Afrique de l'Ouest jusqu'en Amérique, se poursuit par l'étude du negro spiritual, du gospel, jusqu'à l'apparition des genres modernes comme le rhythm and blues. Finalement, au contraire des paroles des détracteurs de la musique afro-américaine, seulement un cinquième de l'ouvrage est consacré au jazz et au blues.
Un collègue plus bienveillant que le doctorant anglais, impressionné par le travail réalisé, l'incite à publier ce travail sous forme de livre, en plus de s'en servir comme cours. La recherche d'un éditeur est cependant difficile. Le premier à qui elle s'adresse refuse catégoriquement la publication, jugeant l'ouvrage « trop érudit ». Jan LaRue, l'un de ses mentors à l'université de New York, lui conseille de s'adresser à W. W. Norton & Company qui accepte finalement de publier son livre. Le représentant de la maison d'édition chargé de son ouvrage, David Hamilton, lui demande cependant d'effectuer des changements dans le livre. Southern indiquera plus tard qu'il l'a aidée à équilibrer le poids des différents genres de musique dans son œuvre, en donnant une plus grande place au jazz et au blues, l'autrice s'étant plutôt concentrée sur la musique classique. Finalement, l'ouvrage traite d'un large éventail de genres, du gospel au jazz, en passant par le minstrel show. Des illustrations d'époque, programmes de théâtre, gravures et photographies agrémentent le livre, qui paraît en 1971 sous le titre de The Music of Black Americans: A History,,. Southern se fixe un double objectif : son livre doit pouvoir informer toute personne désireuse d'en savoir plus sur la musique afro-américaine, mais aussi constituer une base de travail pour de futurs travaux de recherche sur le sujet.
L'œuvre est reconnue comme un ouvrage de référence et ses critiques sont globalement positives : Publishers Weekly écrit que le livre « est si gracieusement écrit et ses informations si passionnantes qu'il pourrait attirer un lectorat large et généraliste ». Selon The Journal of Music Education, « l'écriture lucide et les explications succinctes contribuent en grande partie à faire de The Music of Black Americans un livre très agréable à lire ». The Music of Black Americans est ainsi, selon David Horn, « la première étude académique à donner une attention scientifique sérieuse à la totalité de la musique afro-américaine ». Pour Guthrie P. Ramsey Jr., la publication de l'ouvrage au début des années 1970, peu après une période qui a « vu la radicalisation du mot black », a permis de « faire de la musique noire un objet d'étude scientifique » et a « comblé une lacune flagrante dans la musicologie américaine ». Toutefois, l'ethnomusicologue Charles Keil critique le manque d'interprétation, le livre décrivant selon lui « très bien le quand, le où, le qui, très faiblement le comment et pas du tout le pourquoi ». Il critique aussi l'absence de mention de la bibliographie ayant permis la rédaction de l'étude.
Le livre est un succès commercial, et Southern est invitée dans de nombreuses universités pour le présenter, notamment dans le Kansas et le Nebraska. Elle participe à plusieurs séances de dédicace et reçoit des lettres de la part de lecteurs enthousiastes, parfois eux-mêmes professeurs.

### 1971-1973: deuxième ouvrage et création de la revueThe Black Perspective in Music
Peu après, en 1971 également, elle publie un nouvel ouvrage : Source Readings in Black American Music, complémentaire à son premier livre, qui regroupe des récits et témoignages en lien avec la musique afro-américaine, remontant pour certains au XVIIe siècle. L'œuvre est décrite par David Horn comme « extrêmement utile », et sera rééditée en 1983.
En 1972, Eileen Southern est invitée à un symposium sur la musique afro-américaine, à l'université du Ghana, lors duquel les participants conviennent de la nécessité de créer une publication qui « conserverait [ces travaux] pour la postérité ». Elle n'abandonne pas cette idée, et fonde la revue The Black Perspective in Music — qui devait être initialement intitulée The Black Perspective on Music, publiée par une société, l'Afro-American Creative Arts, Inc., qu'elle préside aux côtés de son mari Joseph Southern. Le premier numéro paraît au printemps 1973. Tandis qu'Eileen s'occupe de rassembler les premiers travaux à publier, principalement issus de la conférence ghanéenne, Joseph est chargé des aspects pratiques : l'impression, la diffusion et le financement, tout cela alors que le journal est produit depuis le sous-sol de leur maison de St. Albans,. Encore une fois, ils se fixent des objectifs précis : la revue doit devenir « une source actuelle d'histoire de la musique africaine et afro-américaine », permettre d'améliorer les conditions de diffusion des travaux de recherche sur le sujet, et « servir de lieu d'échange pour les chercheurs ayant des choses importantes […] à dire sur les musiciens noirs et leur musique ». Les différents numéros contiennent ainsi une grande variété d'articles, qui vont des entretiens aux nécrologies, en passant par des articles d'analyse, des critiques d'ouvrages ou de morceaux, des contenus d'archives et des lettres des lecteurs. Southern reçoit d'ailleurs de nombreuses lettres de félicitations, l'une provenant même d'un détenu noir intéressé par la musique qui souhaite s'abonner à la revue. The Black Perspective in Music devient ainsi la première revue musicologique sur la musique noire — plusieurs années avant des revues comme Annual Review of Jazz Studies, fondée en 1982, ou American Music, apparue en 1983.
Toutefois, le succès commercial n'est pas forcément au rendez-vous, avec seulement quelques centaines d'abonnés — chercheurs et musiciens. Elle compte malgré tout parmi ces derniers les universités Yale, Princeton et Harvard, ce qui la pousse à continuer la publication. Elle utilise pour cela l'argent issu des droits de son premier ouvrage, et lance plusieurs campagnes de financement participatif parmi les abonnés. Cependant, en 1990, face aux difficultés financières répétées, la revue publie son dernier numéro et cesse définitivement ses activités après dix-huit ans de parution, non sans émotion parmi la communauté académique,,. Southern évoque d'ailleurs dès 1981 cette issue, suggérant que, bien que « cela ne soit toujours pas payant en soi », il s'agit de « leur contribution à l'histoire des Noirs ». The Black Perspective in Music aura en effet contribué à développer le champ de recherche, alors en pleine croissance, des African-American studies dans le domaine musical. Ainsi, selon Samuel Floyd, « [la revue] a été audacieuse dès le début, tant dans son audace à exister que dans son contenu, ».

### Deuxième moitié des années 1970-1987: poste à Harvard et nouveaux ouvrages
À partir du milieu des années 1970, le thème de la musique afro-américaine commence à s'imposer dans les programmes universitaires. Eileen Southern reprend donc en parallèle ses recherches sur la musique de la Renaissance et publie plusieurs courts essais, dont Early African Musicians in Europe, en 1973. Son autre essai, A Prima Ballerina of the Fifteenth Century, publié en 1985, se concentre sur l'histoire d'Ippolita Maria Sforza et sa carrière de danseuse.
Elle est embauchée à Harvard en 1974 en tant que maîtresse de conférences, et devient en 1976 professeure titulaire ; elle continue à militer pour développer l'étude de la musique afro-américaine. Elle y reçoit un double poste : elle est à la fois enseignante dans le département d'études en musique, et dans le département d'African-American studies. Elle devient ainsi la première femme noire à y occuper un poste de professeur titulaire,. Il lui est proposé d'enseigner la musique afro-américaine dans le département de musique, mais elle refuse et lui préfère celui d'African-American studies ; elle enseigne par ailleurs la musique de la Renaissance. Quelques années après, à la fin des années 1970, elle est nommée directrice de ce département d'études, poste qu'elle occupera jusqu'en 1979. Dans un essai publié dans Blacks at Harvard en 1993, elle se remémore l'expérience comme « clairement désagréable » en raison d'un climat hostile à son encontre. Elle affirme avoir vécu « confrontation sur confrontation, […] certaines même violentes, avec les élèves, l'administration et le corps professoral ». Cependant, elle parvient à y faire évoluer les programmes d'étude afin de mettre en avant le rôle des Afro-Américains dans la musique américaine moderne.
Elle continue par ailleurs son travail de recherche et, en plus des nombreux articles écrits pour la revue The Black Perspective in Music, elle publie d'autres ouvrages, considérés eux aussi comme « de référence » par David Horn. En 1982, elle rédige une autre « contribution majeure » à l'étude de la musique afro-américaine, avec The Biographical Dictionary of Afro-American and African Musicians, qui est publié chez Greenwood Press. Puis, African-American Traditions in Song, Sermon, Tale, and Dance, 1600s-1920: An Annotated Bibliography of Literatures, Collections and Artworks est publié en 1990 en collaboration avec Josephine Wright.
Enfin, elle publie en 2000 chez Garland Publishing Images: Iconography of Music in African American Culture, 1770s-1920s, toujours en duo avec Josephine Wright,,. L'ouvrage rassemble 260 images et œuvres (gravures, photographies, peintures, etc.) en lien avec la musique afro-américaine, et plus généralement la culture afro-américaine et ses formes d'expression. Le livre est divisé en trois parties : la première étudie les « racines africaines de la culture expressive afro-américaine » et les pratiques culturelles importées à la suite de l'esclavage. La seconde s'intéresse à la décennie qui précède la guerre de Sécession, tandis que la dernière partie, qui constitue plus de la moitié de l'ouvrage, recouvre les années qui suivent la guerre et l'abolition de l'esclavage. L'étude iconographique couvre uniquement le XIXe siècle. Selon Larry F. Ward, qui effectue une critique de l'œuvre en 2002, celle-ci est « accessible et bien rédigée, et est le produit d’une recherche approfondie et exhaustive ». Il estime que l'étude vise un public très divers, et pourrait intéresser toute personne s'intéressant de près ou de loin à l'histoire des Afro-Américains.
En 1983, une première réédition de The Music of Black Americans est publiée, qui comporte des ajouts significatifs, issus notamment des travaux publiés dans la revue The Black Perspective in Music. Une troisième édition est publiée en 1997.

### Fin de vie
Eileen Southern enseigne à l'université Harvard jusqu'à la fin de sa carrière. En 1987, elle prend sa retraite dans sa maison de St. Albans, dans l'arrondissement du Queens.
Elle meurt à Port Charlotte, en Floride, le 13 octobre 2002, à l'âge de 82 ans,. Son mari, Joseph Southern, sa sœur Stella, et ses enfants et petit-enfants lui survivent.

## Hommages et postérité
En 1992 est publié un recueil d'essais en l'honneur de Southern, New Perspectives in Music: Essays in Honor of Eileen Southern. Selon Samuel Floyd, qui a participé à son écriture, Eileen Jackson a révolutionné l'étude de la musique noire, « une révolution [qui constitue] une insurrection silencieuse et érudite — le renversement d’hypothèses et d’idées erronées sur la musique noire et les musiciens noirs, ainsi que sur leur place et leur rôle dans l’évolution de la culture américaine, ». 
Eileen Southern est fréquemment citée, encore aujourd'hui, et considérée comme l'une des spécialistes de la musique afro-américaine. Selon Ashawnta Jackson, elle a ainsi publié « un ensemble d'œuvres qui a révolutionné le domaine des études musicales ». Selon Carol J. Oja, directrice du programme d'études d'humanités du Radcliffe Institute for Advanced Study, son ouvrage principal, « The Music of Black Americans est publié à une période durant laquelle le champ disciplinaire de Southern — la musicologie — souffrait d'un biais écrasant en faveur de la musique blanche européenne et était largement masculin », ce qui la place face au « climat académique » de l'époque. Southern reconnaît ainsi, en 1990, être la représentante à Harvard d'une « double minorité », confrontée à la fois au racisme et au sexisme, ce qui rend difficile sa reconnaissance en tant qu'universitaire. Selon un article d'Amsterdam News, The Music of Black Americans est « toujours l'un des livres les plus utiles et les plus recherchés sur [la musique afro-américaine] » et « son héritage perdure à travers ces pages ».
En 2005, le peintre Stephen E. Coit réalise son portrait pour lui rendre hommage ; il est commandé par la Harvard Foundation. Intitulé Eileen Southern (1920-2002), il s'agit d'une huile sur toile de 68,6 cm de largeur par 106,7 cm de largeur.
En 2018, la faculté de musicologie de l'université Harvard fonde le projet Eileen Southern Initiative, supervisé par Carol J. Oja, pour célébrer les 50 ans de la parution du premier ouvrage d'Eileen Southern, The Music of Black Americans, qui ont lieu en 2021. Un court-métrage et une exposition numérique, qui s'appuient sur plusieurs entretiens avec certains des collègues de Southern, sont mis en ligne. Le projet est soutenu par le Radcliffe Institute, qui organise un webinaire consacré à Eileen Southern, et un court-métrage sur l'autrice, intitulé Light the Way Home: Eileen Southern’s Story est également dévoilé. Il est réalisé par deux étudiants, Uzo L. Ngwu, 23 ans et Daniel Huang, 22 ans. Une série de concerts est également programmée, une partie étant interprétée par le chœur de l'université Harvard.

## Prix et distinctions
Au cours de sa carrière, Eileen Southern devient membre de la société internationale de musicologie, de la College Music Society et de l'Association for the Study of African American Life and History. De 1980 jusqu'à sa retraite, elle siège au comité de rédaction de la Sonneck Society for American Music et en tant que membre du conseil d'administration de 1986 à 1988. À la fin de sa carrière, elle est nommée professeure émérite de musique et d'African-American studies par l'université Harvard. Elle est aussi nommée membre de la sororité Alpha Kappa Alpha. Elle est par ailleurs récompensée du titre de Doctor of Arts, à titre honoraire.
En 2000, Southern reçoit, de la part de la Society for American Music, le SAM Lifetime Achivement, qui récompense une carrière consacrée au domaine académique de la musique. Southern reçoit aussi la National Humanities Medal, remise par le président des États-Unis George W. Bush en 2001 pour avoir « contribué à transformer l'étude et la compréhension de la musique américaine »,.

## Publications
- (en) The Buxheim organ book, Institute of medieval music, 1963, 164 p. (ISBN 9780912024769 et 0912024763, présentation en ligne) ;
- (en) The Music of Black Americans : A history, Norton, 1971, 1993 & 1997, 678 p. (ISBN 9780393038439 et 0393038432, présentation en ligne) ;
- (en) Readings in Black American music, 1972, 302 p. (ISBN 9780393021653 et 0393021653, présentation en ligne) ;
- (en) Early African Musicians in Europe, The Black Perspective in Music, 1973, 3 p. (JSTOR 1214453, présentation en ligne) ;
- (en) Biographical dictionary of Afro-American and African musicians, Westport (Conn.)/London, Greenwood, 1982, 478 p. (ISBN 9780313213397 et 0313213399, présentation en ligne) ;
- (en) African-American Traditions in Song, Sermon, Tale, and Dance, 1600s-1920 : An Annotated Bibliography of Literatures, Collections and Artworks, Bloomsbury Academic, 11 septembre 1990, 365 p. (ISBN 9780313249181 et 0313249180, présentation en ligne), en collaboration avec Josephine Wright ;
- (en) Images : Iconography of Music in African-American Culture (1770s-1920s), Taylor & Francis, 2000 & 2019, 326 p. (ISBN 9781135657093 et 1135657092, lire en ligne), en collaboration avec Josephine Wright.